# Эллингтон, Уэйн
Уэйн Роберт Эллингтон-младший (англ. Wayne Robert Ellington, Jr.; родился 29 ноября 1987 года, в Уинневуде, Пенсильвания, США) — американский профессиональный баскетболист, выступающий в НБА за клуб «Детройт Пистонс». Играет на позиции атакующего защитника. До прихода в НБА Эллингтон выступал за баскетбольную команду университета Северной Каролины с 2006 по 2009 год. В университете его лучшая игра прошла 6 января 2008 года, когда в игре против «Клемсон Тайгерс» он набрал 36 очков. В 2009 году он решил не доучиваться последний год и выставил свою кандидатуру на драфт НБА, где был выбран в первом раунде под общим 28-м номером клубом «Миннесотой Тимбервулвз». Затем выступал в «Мемфис Гриззлис», «Кливленд Кавальерс», «Даллас Маверикс», «Лос-Анджелес Лейкерс», «Бруклин Нетс», «Майами Хит» и «Детройт Пистонс».

## Профессиональная карьера
Уэйн Эллингтон был выбран под 28 номером на драфте НБА 2009 года «Миннесотой Тимбервулвз». В своём дебютном сезоне он выходил на площадку со скамейки запасных, в среднем за игру набирая 6,6 очка и делая 2,1 подбора.
24 июля 2012 года Эллингтон был обменян в «Мемфис Гриззлис» на форварда Данте Каннингема.
11 ноября 2012 года Эллингтон установил собственный рекорд результативности, набрав 25 очков в игре против «Майами Хит». Он также сделал семь трёхочковых бросков.
22 января 2013 года Эллингтон вместе с Маррисом Спейтсом, Джошем Селби и будущим выбором в первом раунде был обменян в «Кливленд Кавальерс» на Джона Луера.
26 июля 2013 года он подписал контракт с «Даллас Маверикс».
25 июня 2014 года «Даллас Маверикс» обменяли Эллингтона, Хосе Кальдерона, Сэмюэла Далемберта, Шейна Ларкина и два выбора во втором раунде драфта 2014 года в «Нью-Йорк» на Тайсона Чендлера и Реймонда Фелтона.
6 августа 2014 года «Нью-Йорк Никс» обменял Эллингтона и Джереми Тайлера в «Сакраменто» на Квинси Эйси и Трэвиса Аутлоre. 3 сентября 2014 года «Кингз» отказались от услуг Эллингтона.
22 сентября 2014 года Эллингтон расторг соглашение с «Сакраменто Кингз» и подписал однолетний контракт с «Лос-Анджелес Лейкерс»..
10 июля 2015 года Эллингтон подписал контракт с «Бруклин Нетс».
10 июля 2016 года Эллингтон подписал контракт с «Майами Хит».
6 февраля 2019 года Эллингтон вместе с Тайлером Джонсоном был обменян в «Финикс Санз» на Райана Андерсона, после этого защитник был отчислен клубом из Аризоны и вышел на рынок свободных агентов, откуда его и забрал «Детройт».
9 июля 2019 года подписал контракт с клубом «Нью-Йорк Никс».
19 ноября 2020 года было объявлено, что «Никс» расторгли контракт с Эллингтоном.
2 декабря 2020 года Эллингтон подписал контракт с «Детройт Пистонс».

## Статистика

### Статистика в НБА
| Сезон                                                                                    | Команда   | Регулярный сезон | Регулярный сезон | Регулярный сезон | Регулярный сезон | Регулярный сезон | Регулярный сезон | Регулярный сезон | Регулярный сезон | Регулярный сезон | Регулярный сезон | Регулярный сезон | Серия плей-офф | Серия плей-офф | Серия плей-офф | Серия плей-офф | Серия плей-офф | Серия плей-офф | Серия плей-офф | Серия плей-офф | Серия плей-офф | Серия плей-офф | Серия плей-офф |
| Сезон                                                                                    | Команда   | GP               | GS               | MPG              | FG%              | 3P%              | FT%              | RPG              | APG              | SPG              | BPG              | PPG              | GP             | GS             | MPG            | FG%            | 3P%            | FT%            | RPG            | APG            | SPG            | BPG            | PPG            |
| ---------------------------------------------------------------------------------------- | --------- | ---------------- | ---------------- | ---------------- | ---------------- | ---------------- | ---------------- | ---------------- | ---------------- | ---------------- | ---------------- | ---------------- | -------------- | -------------- | -------------- | -------------- | -------------- | -------------- | -------------- | -------------- | -------------- | -------------- | -------------- |
| 2009/10                                                                                  | Миннесота | 76               | 1                | 18,2             | 42,4             | 39,5             | 87,1             | 2,1              | 1,0              | 0,3              | 0,1              | 6,6              | Не участвовал  | Не участвовал  | Не участвовал  | Не участвовал  | Не участвовал  | Не участвовал  | Не участвовал  | Не участвовал  | Не участвовал  | Не участвовал  | Не участвовал  |
| 2010/11                                                                                  | Миннесота | 62               | 8                | 19,1             | 40,3             | 39,7             | 79,2             | 1,7              | 1,2              | 0,5              | 0,0              | 6,6              | Не участвовал  | Не участвовал  | Не участвовал  | Не участвовал  | Не участвовал  | Не участвовал  | Не участвовал  | Не участвовал  | Не участвовал  | Не участвовал  | Не участвовал  |
| 2011/12                                                                                  | Миннесота | 51               | 4                | 19,1             | 40,4             | 32,4             | 80,0             | 1,9              | 0,6              | 0,5              | 0,2              | 6,1              | Не участвовал  | Не участвовал  | Не участвовал  | Не участвовал  | Не участвовал  | Не участвовал  | Не участвовал  | Не участвовал  | Не участвовал  | Не участвовал  | Не участвовал  |
| 2012/13                                                                                  | Мемфис    | 40               | 4                | 16,9             | 40,7             | 42,3             | 93,8             | 1,3              | 1,1              | 0,4              | 0,0              | 5,5              | Не участвовал  | Не участвовал  | Не участвовал  | Не участвовал  | Не участвовал  | Не участвовал  | Не участвовал  | Не участвовал  | Не участвовал  | Не участвовал  | Не участвовал  |
| 2012/13                                                                                  | Кливленд  | 38               | 17               | 25,9             | 43,9             | 37,1             | 89,8             | 3,0              | 1,6              | 0,8              | 0,1              | 10,4             | Не участвовал  | Не участвовал  | Не участвовал  | Не участвовал  | Не участвовал  | Не участвовал  | Не участвовал  | Не участвовал  | Не участвовал  | Не участвовал  | Не участвовал  |
| 2013/14                                                                                  | Даллас    | 45               | 1                | 8,7              | 43,7             | 42,4             | 90,9             | 1,0              | 0,4              | 0,4              | 0,0              | 3,2              | 2              | 0              | 6,8            | 33,3           | 33,3           | 100,0          | 1,0            | 1,0            | 0,0            | 0,0            | 4,0            |
| 2014/15                                                                                  | Лейкерс   | 65               | 36               | 25,8             | 41,2             | 37,0             | 81,3             | 3,2              | 1,6              | 0,5              | 0,0              | 10,0             | Не участвовал  | Не участвовал  | Не участвовал  | Не участвовал  | Не участвовал  | Не участвовал  | Не участвовал  | Не участвовал  | Не участвовал  | Не участвовал  | Не участвовал  |
| 2015/16                                                                                  | Бруклин   | 76               | 41               | 21,3             | 38,9             | 35,8             | 85,7             | 2,3              | 1,1              | 0,6              | 0,1              | 7,7              | Не участвовал  | Не участвовал  | Не участвовал  | Не участвовал  | Не участвовал  | Не участвовал  | Не участвовал  | Не участвовал  | Не участвовал  | Не участвовал  | Не участвовал  |
| 2016/17                                                                                  | Майами    | 62               | 13               | 24,2             | 41,6             | 37,8             | 86,0             | 2,1              | 1,1              | 0,6              | 0,1              | 10,5             | Не участвовал  | Не участвовал  | Не участвовал  | Не участвовал  | Не участвовал  | Не участвовал  | Не участвовал  | Не участвовал  | Не участвовал  | Не участвовал  | Не участвовал  |
| 2017/18                                                                                  | Майами    | 77               | 2                | 26,5             | 40,7             | 39,2             | 85,9             | 2,8              | 1,0              | 0,7              | 0,1              | 11,2             | 5              | 0              | 20,1           | 34,3           | 40,0           | 100,0          | 1,6            | 0,6            | 0,4            | 0,4            | 7,8            |
| 2018/19                                                                                  | Майами    | 25               | 12               | 21,3             | 37,5             | 36,8             | 87,5             | 1,9              | 1,2              | 1,0              | 0,1              | 8,4              | Не участвовал  | Не участвовал  | Не участвовал  | Не участвовал  | Не участвовал  | Не участвовал  | Не участвовал  | Не участвовал  | Не участвовал  | Не участвовал  | Не участвовал  |
| 2018/19                                                                                  | Детройт   | 28               | 26               | 27,3             | 42,1             | 37,3             | 75,8             | 2,1              | 1,5              | 1,1              | 0,1              | 12,0             | 4              | 4              | 32,8           | 31,4           | 31,8           | 100,0          | 3,8            | 1,3            | 0,8            | 0,0            | 7,8            |
| 2019/20                                                                                  | Нью-Йорк  | 36               | 1                | 15,5             | 35,1             | 35,0             | 84,6             | 1,8              | 1,2              | 0,4              | 0,1              | 5,1              | Не участвовал  | Не участвовал  | Не участвовал  | Не участвовал  | Не участвовал  | Не участвовал  | Не участвовал  | Не участвовал  | Не участвовал  | Не участвовал  | Не участвовал  |
| 2020/21                                                                                  | Детройт   | 46               | 31               | 22,0             | 44,1             | 42,2             | 80,0             | 1,8              | 1,5              | 0,4              | 0,2              | 9,6              | Не участвовал  | Не участвовал  | Не участвовал  | Не участвовал  | Не участвовал  | Не участвовал  | Не участвовал  | Не участвовал  | Не участвовал  | Не участвовал  | Не участвовал  |
| 2021/22                                                                                  | Лейкерс   | 43               | 9                | 18,8             | 41,4             | 38,9             | 81,8             | 1,8              | 0,7              | 0,5              | 0,1              | 6,7              | Не участвовал  | Не участвовал  | Не участвовал  | Не участвовал  | Не участвовал  | Не участвовал  | Не участвовал  | Не участвовал  | Не участвовал  | Не участвовал  | Не участвовал  |
|                                                                                          | Всего     | 770              | 206              | 20,9             | 41,0             | 38,2             | 84,3             | 2,1              | 1,1              | 0,5              | 0,1              | 8,0              | 11             | 4              | 22,3           | 32,9           | 36,2           | 100,0          | 2,3            | 0,9            | 0,5            | 0,2            | 7,1            |
| Наведите курсор мыши на аббревиатуры в заголовке таблицы, чтобы прочесть их расшифровку. |           |                  |                  |                  |                  |                  |                  |                  |                  |                  |                  |                  |                |                |                |                |                |                |                |                |                |                |                |

### Статистика в NCAA
| Сезон | Команда           | Conf  | Class | GP  | GS  | MPG  | FG%  | 3P%  | FT%  | RPG | APG | SPG | BPG | PPG  |
| --- | ----------------- | ----- | ----- | --- | --- | ---- | ---- | ---- | ---- | --- | --- | --- | --- | ---- |
| 2006/07 | Северная Каролина | ACC   | FR    | 38  | 37  | 23,9 | 43,3 | 37,1 | 83,6 | 2,9 | 2,1 | 0,8 | 0,0 | 11,7 |
| 2007/08 | Северная Каролина | ACC   | SO    | 39  | 38  | 31,1 | 46,7 | 40,0 | 82,6 | 4,5 | 2,0 | 1,1 | 0,2 | 16,6 |
| 2008/09 | Северная Каролина | ACC   | JR    | 38  | 37  | 30,4 | 48,3 | 41,7 | 77,7 | 4,9 | 2,7 | 0,9 | 0,2 | 15,8 |
| Всего | Всего             | Всего | Всего | 115 | 112 | 28,5 | 46,3 | 39,7 | 80,9 | 4,1 | 2,2 | 0,9 | 0,1 | 14,7 |
| Наведите курсор мыши на аббревиатуры в заголовке таблицы, чтобы прочесть их расшифровку Статистика приведена с сайта sports-reference.com |                   |       |       |     |     |      |      |      |      |     |     |     |     |      |